# Isótono
Se denomina isótonos a los nucleidos que tienen el mismo número {\displaystyle N} de neutrones pero cuyos números atómico y másico son distintos. Por ejemplo, Boro-12 y Carbono-13, ambos tienen 7 neutrones por lo tanto son isótonos.

## Etimología
El término isótono fue acuñado por el físico alemán K. Guggenheimer reemplazando la "p" (de "protón") en "isótopo" por una "n" de "neutrón".

## Ejemplos
- Isótonos con número de neutrones igual a 1 : 3He , 2H.
- Isótonos con número de neutrones igual a 7 : 13C, 14N, 12B.
- Los siguientes núcleos contienen 20 neutrones cada uno 36S, 37Cl, 38Ar, 39K, 40Ca